# Fred Fredericks
Pour les articles homonymes, voir Fredericks (homonymie).
Fred Fredericks, né le 9 août 1929 et mort le 10 mars 2015, est un auteur de comics américain connu surtout pour avoir dessiné les aventures de Mandrake le magicien durant 48 ans.

## Biographie
Fred Fredericks,de son vrai nom Harold Fredericks Jr., naît le 9 août 1929 à Atlantic City dans le New Jersey. Il s'engage dans l'armée où il dessine un comic strip intitulé Salty Ranks. Avec l'argent que lui donne l'armée il suit des cours de dessin à la Cartoonists and Illustrators School. À partir de 1953, il dessine des comic strips historiques ou humoristiques mais ceux-ci n'ont guère de succès. En 1960, il commence à travailler pour Dell Comics puis lorsque cette maison d'édition arrête son partenariat avec la Western Publishing, il dessine des comics pour Gold Key Comics, filiale de la Western. Là il se charge des premiers épisodes de Daniel Boone et d'histoires publiées dans divers comics dont The Twilight Zone. En 1964, il est engagé par Lee Falk pour remplacer le dessinateur Phil Davis, qui venait de mourir, sur le strip de Mandrake le magicien. Jusqu'en 1999, il s'occupe donc de la bande quotidienne et de la planche dominicale et lorsque Lee Falk meurt, il le remplace comme scénariste. Entretemps il avait été chargé, en 1995, de l'encrage du Fantôme, une autre création de Lee Falk. Il tient cette fonction jusqu'en 2000. En 2002, il arrête de travailler sur la planche dominicale de Mandrake et, en 2013, il arrête aussi le strip quotidien pour prendre sa retraite. Il meurt le 10 mars 2015.